# Psoralea accrescens
Psoralea accrescens, vrsta mahunarke iz roda Psoralea iz južnoafričke provincije Western Cape
Nekada je uključivana u rod Otholobium, iz kojega je sa još preostalim vrstama tog roda 2022. premještena u psoraleje

## Sinonimi
- Otholobium accrescens C.H.Stirt. & Muasya; Kew Bull. 72(4)-50: 2 (2017)